# Gerhard Vogt (Schauspieler)
Gerhard Vogt (* 7. September 1927 in Dresden; † 2. Oktober 2005 in Radeburg) war ein deutscher Schauspieler.

## Leben
Gerhard Vogt bekam an der Dresdner Musikhochschule seine Ausbildung, erhielt am Theater in Zittau sein erstes Engagement und war von 1950 bis 1992 Mitglied des Ensembles des Staatstheaters Dresden. Seine erste Filmrolle erhielt er 1954 in der satirischen Kurzfilmreihe Das Stacheltier. Von nun an stand er häufig für die DEFA und das Fernsehen vor der Kamera.
Gerhard Vogt lebte einige Jahre mit seiner Dresdner Schauspielkollegin Traute Richter zusammen, dann heiratete er seine Kollegin Ursula Körbs, die drei Wochen nach der Geburt des gemeinsamen Kindes verstarb. Später ehelichte er wiederum eine Kollegin vom Staatstheater, die Schauspielerin Gerlind Schulze.

## Filmografie
- 1956: Der Hauptmann von Köln
- 1960: Leute mit Flügeln
- 1962: Die schwarze Galeere
- 1962: Minna von Barnhelm oder Das Soldatenglück
- 1964: Mir nach, Canaillen!
- 1968: Ich war neunzehn
- 1968: Die Toten bleiben jung
- 1969: Der Weihnachtsmann heißt Willi
- 1973: Polizeiruf 110: Der Ring mit dem blauen Saphir (Fernsehreihe)
- 1973: Stülpner-Legende (Fernsehfilm, 7 Teile)
- 1973: Den Wolken ein Stück näher (Fernsehfilm, 2 Teile)
- 1974: Polizeiruf 110: Fehlrechnung
- 1980: Die Schmuggler von Rajgrod
- 1982: Rächer, Retter und Rapiere (Fernsehserie, 3 Folgen)
- 1985: Meine Frau Inge und meine Frau Schmidt
- 1985 und 1987: Sachsens Glanz und Preußens Gloria (Fernsehfilm, 6 Teile)
- 1986: Der Bärenhäuter
- 1986: Polizeiruf 110: Ein großes Talent
- 1986: Evolution (Sprecher)
- 1986: Polizeiruf 110: Kein Tag ist wie der andere
- 1989: Polizeiruf 110: Trio zu viert
- 1990: Polizeiruf 110: Allianz für Knete
- 1992: Go Trabi Go 2 – Das war der wilde Osten

## Theater
- 1956: Günther Weisenborn Das verlorene Gesicht  – Regie: Hannes Fischer (Staatstheater Dresden – Kleines Haus)
- 1956: William Shakespeare: Hamlet – Regie: Fritz Wendel (Staatstheater Dresden)
- 1957: Peter Hacks: Die Schlacht von Lobositz (Ulrich Braeker) – Regie: Hannes Fischer (Staatstheater Dresden)
- 1957: Hans Lucke: Der Keller (Soldat Gründel) – Regie: Hannes Fischer (Staatstheater Dresden – Kleines Haus)
- 1962: Gerhart Hauptmann: Die Ratten (Mechelke) – Regie: Gotthard Müller (Staatstheater Dresden)
- 1962: William Shakespeare: Wie es euch gefällt – Regie: Horst Schulze (Staatstheater Dresden)
- 1972: Gotthold Ephraim Lessing: Minna von Barnhelm – Regie: Klaus Dieter Kirst (Staatstheater Dresden)
- 1977: Nikolai Gogol: Der Revisor (Bobtschinski) – Regie: Georgi A. Towstonogow (Staatstheater Dresden)
- 1978: Friedrich Dürrenmatt: Die Physiker (Kriminalinspektor) – Regie: Hannes Fischer (Staatstheater Dresden)
- 1980: Peter Hacks: Senecas Tod – Regie: Klaus Dieter Kirst (Staatstheater Dresden)
- 1984: Heiner Müller: Die Umsiedlerin oder Das Leben auf dem Lande (Bauer, Vater von Schmulka) – Regie: Bernhard Klaus Tragelehn (Staatstheater Dresden)
- 1985: Neil Simon: Sonny Boys – Regie: Gotthard Müller (Staatstheater Dresden)
- 1985: William Shakespeare: Der Kaufmann von Venedig (Vater Gobbo) – Regie: Klaus Dieter Kirst (Staatstheater Dresden)
- 1985: Peter Shaffer: Amadeus (Höfling) – Regie: Piet Drescher  (Staatstheater Dresden)